# DaJuan Summers
DaJuan Michael Summers (* 24. Januar 1988 in Baltimore, Maryland) ist ein amerikanischer Basketballspieler. Er spielt auf der Position des Forward. Beim NBA-Draft 2009 wurde er an 35. Stelle von den Detroit Pistons gedraftet. Er besuchte die Georgetown University in Washington, D.C. und startete dort als Small Forward.

## Highschool
Summers besuchte die McDonogh School, eine Privatschule in Owings Mills. Dort erreichte er in seiner Junior-Saison durchschnittlich 20 Punkte und 11 Rebounds und wurde Baltimore City Player of the Year. Zudem war er einer von 21 Highschool-Spielern, die 2006 beim Jordan All-American Classic teilnehmen durften.

## College
Nach der Highschool besuchte Summers die Georgetown University und spielte für das Team der Universität, die Georgetown Hoyas.

### Freshman (2006/2007)
Summers gehörte als Freshman der Big East All-Rookie Selection an und erreichte mit den Hoyas direkt die Final Four, wo sie gegen das Team der Ohio State University um Greg Oden verloren. Dennoch war es die erfolgreichste Saison der Hoyas seit langem, unter anderem wurde man Big East Champion.

### Sophomore (2007/2008)
Die Hoyas holten sich den Regular Season-Titel, wozu Summers 11,1 Punkte und 5,4 Rebounds beisteuerte. Im Big East Final verloren die Hoyas aber gegen die University of Pittsburgh. Summers wurde nach der Saison ins NABC All-District Second Team berufen.

### Junior (2008/2009)
Die Hoyas, angeführt von Greg Monroe, erreichten nur die erste Runde des Big East-Tournament, obwohl Summers mit durchschnittlich 13,6 Punkten und 4,1 Rebounds seine beste Saison spielte. Nach der Saison verließ Summers das College vorzeitig und meldete sich zur NBA-Draft an.

## Profi
Beim NBA-Draft 2009 wurde Summers an 35. Stelle von den Detroit Pistons ausgewählt. Am 7. August unterschrieb er bei den Pistons, er verdiente 457.588 US-Dollar.
Nach zwei Jahren bei den Pistons wechselte er zu Montepaschi Siena nach Italien, als Ersatz für den abwandernden Malik Hairston. Jedoch bestritt er nur vier Pflichtspielen für Siena, bevor beide Seiten seinen Vertrag Anfang November wieder auflösten. In der NBA-Saison 2011/12 stand er etwa zwei Monate lang bei den New Orleans Hornets unter Vertrag. Nachdem er dort entlassen worden war, spielte er für weiter drei Monate bei den Maine Red Claws in der G-League und schaffte es dort sogar in das Allstar-Game. Im März 2013 wurde er daraufhin von den Los Angeles Clippers unter Vertrag genommen und spielte für den Rest der Saison dort. Die Saisons 2013/14 und 2014/15 verbrachte er in Europa bei BK Budiwelnyk Kiew und CB Gran Canaria, wobei er in den Sommerpausen stets versuchte, sich für weitere Verpflichtungen in der NBA zu empfehlen. Die Saison 2015/16 begann er bei den Westchester Knicks in der G-League, bevor er sich eine Verletzung an der Achillessehne zuzog, die ihn für den Rest der Saison außer Gefecht setzte. Die folgenden beiden Saisons verbrachte er bei Karşıyaka SK und Galatasaray Istanbul in der Türkei.